# Islândia no Festival Eurovisão da Canção 2010
A Islândia foi o vigésimo primeiro país a confirmar a sua presença no Festival Eurovisão da Canção 2010, a 4 de Julho de 2009. Com esta participação, a Islândia realiza a sua vigésima terceira participação no Festival Eurovisão da Canção. Em 2009, o país acabou em 2º lugar (entre 25), com 218 pontos.

## Selecção Nacional
Para 2010, a Islândia utilizará um novo modelo de selecção para o seu representante. O novo programa, terá como nome Söngvakeppni Sjónvarpsins 2010.

## Söngvakeppni Sjónvarpsins 2010

### 1º Semi-final
| # | Artista                   | Canção                   | Compositor - Letrista                                                         |
| - | ------------------------- | ------------------------ | ----------------------------------------------------------------------------- |
| 1 | Íris Hólm                 | "The One"                | Birgir Jóhann Birgisson, Ingvi Þór Kormáksson                                 |
| 2 | Matthias Matthiasson      | "Out of Sight"           | Matthías Stefánsson                                                           |
| 3 | Sigurjón Brink            | "You Knocked On My Door" | Jóhannes Kári Kristinsson                                                     |
| 4 | Kolbrún Eva Viktorsdóttir | "You Are The One"        | Haraldur G. Ásmundsson, Kolbrún Eva Viktorsdóttir                             |
| 5 | Karen Pálsdóttir          | "In The Future"          | Bryndís Sunna Valdimarsdóttir & Daði Georgsson, Bryndís Sunna Valdimarsdóttir |

### 2º Semi-final
| # | Artista                   | Canção                | Compositor - Letrista                                                  |
| - | ------------------------- | --------------------- | ---------------------------------------------------------------------- |
| 1 | Menn Ársins               | "Gefst ekki upp"      | Haraldur Vignir Sveinbjörnsson, Sváfnir Sigurðarson                    |
| 2 | Hvanndalsbræður           | "Gleði og glens"      | Rögnvaldur Rögnvaldsson                                                |
| 3 | Sigrún Vala Baldursdóttir | "I Believe In Angels" | Halldór Guðjónsson, Ronald Kerst                                       |
| 4 | Jógvan Hansen             | "One More Day"        | Óskar Páll Sveinsson & Bubbi Morthens                                  |
| 5 | Edgar Smári Atlason       | "Now And Forever"     | Albert Guðmann Jónsson, Albert Guðmann Jónsson & Katrín Halldórsdóttir |

### 3º Semi-final
| # | Artista              | Canção                   | Compositor - Letrista      |
| - | -------------------- | ------------------------ | -------------------------- |
| 1 | Arnar Jónsson        | "Þúsund stjörnur"        | Jóhannes Kári Kristinsson  |
| 2 | Sigurjón Brink       | "Waterslide"             | Sigurjón Brink             |
| 3 | Hera Björk           | "Je ne sais quoi"        | Örlygur Smári & Hera Björk |
| 4 | Steinar Logi Nesheim | "Every Word"             | Steinarr Logi Nesheim      |
| 5 | Anna Hlín            | "Komdu á morgun til mín" | Grétar Sigurbergsson       |

### Final
| Artista              | Canção            | Compositor - Letrista                         |
| -------------------- | ----------------- | --------------------------------------------- |
| Íris Hólm            | "The One"         | Birgir Jóhann Birgisson, Ingvi Þór Kormáksson |
| Matthias Matthiasson | "Out of Sight"    | Matthías Stefánsson                           |
| Jógvan Hansen        | "One More Day"    | Óskar Páll Sveinsson & Bubbi Morthens         |
| Hvanndalsbræður      | "Gleði og glens"  | Rögnvaldur Rögnvaldsson                       |
| Hera Björk           | "Je ne sais quoi" | Örlygur Smári & Hera Björk                    |
| Sigurjón Brink       | "Waterslide"      | Sigurjón Brink                                |